# 砷化物矿物
砷化物矿物是一类包含砷化物並以砷化物作为其主要阴离子的矿物。砷化物与硫化物一起分類在Dana和Strunz矿物分类系统。

## 例子
- 微晶砷铜矿 Cu6As
- 砷酮矿 Cu3As
- 斜方砷铁矿 FeAs2
- 红砷镍矿 NiAs
- 斜方砷镍矿 NiAs2
- 斜方砷钴矿 (Co,Fe)As2
- 方钴矿 (Co,Ni)As3
- 砷铂矿 PtAs2